# Vinax
Vinax ist eine französische Gemeinde mit 67 Einwohnern (Stand: 1. Januar 2022) im Département Charente-Maritime in der Region Nouvelle-Aquitaine (vor 2016: Poitou-Charentes); sie gehört zum Arrondissement Saint-Jean-d’Angély und zum Kanton Matha. Die Einwohner werden Vineaubourgeois und Vineaubourgeoises genannt.

## Geographie
Vinax liegt etwa 79 Kilometer ostsüdöstlich von La Rochelle in der Saintonge. Umgeben wird Vinax von den Nachbargemeinden Asnières-en-Poitou im Nordwesten und Norden, Paizay-le-Chapt im Norden und Nordosten, Aubigné im Nordosten und Osten, Saleignes im Osten und Südosten, Les Éduts im Süden, Néré im Süden und Südwesten, Contré im Südwesten und Westen sowie Saint-Mandé-sur-Brédoire im Westen.

## Bevölkerungsentwicklung
| Jahr                       | 1962 | 1968 | 1975 | 1982 | 1990 | 1999 | 2006 | 2019 |
| Einwohner                  | 150  | 128  | 108  | 81   | 58   | 62   | 62   | 58   |
| Quellen: Cassini und INSEE |      |      |      |      |      |      |      |      |

## Sehenswürdigkeiten
- Kirche La Nativité de la Sainte-Vierge aus dem 12. Jahrhundert

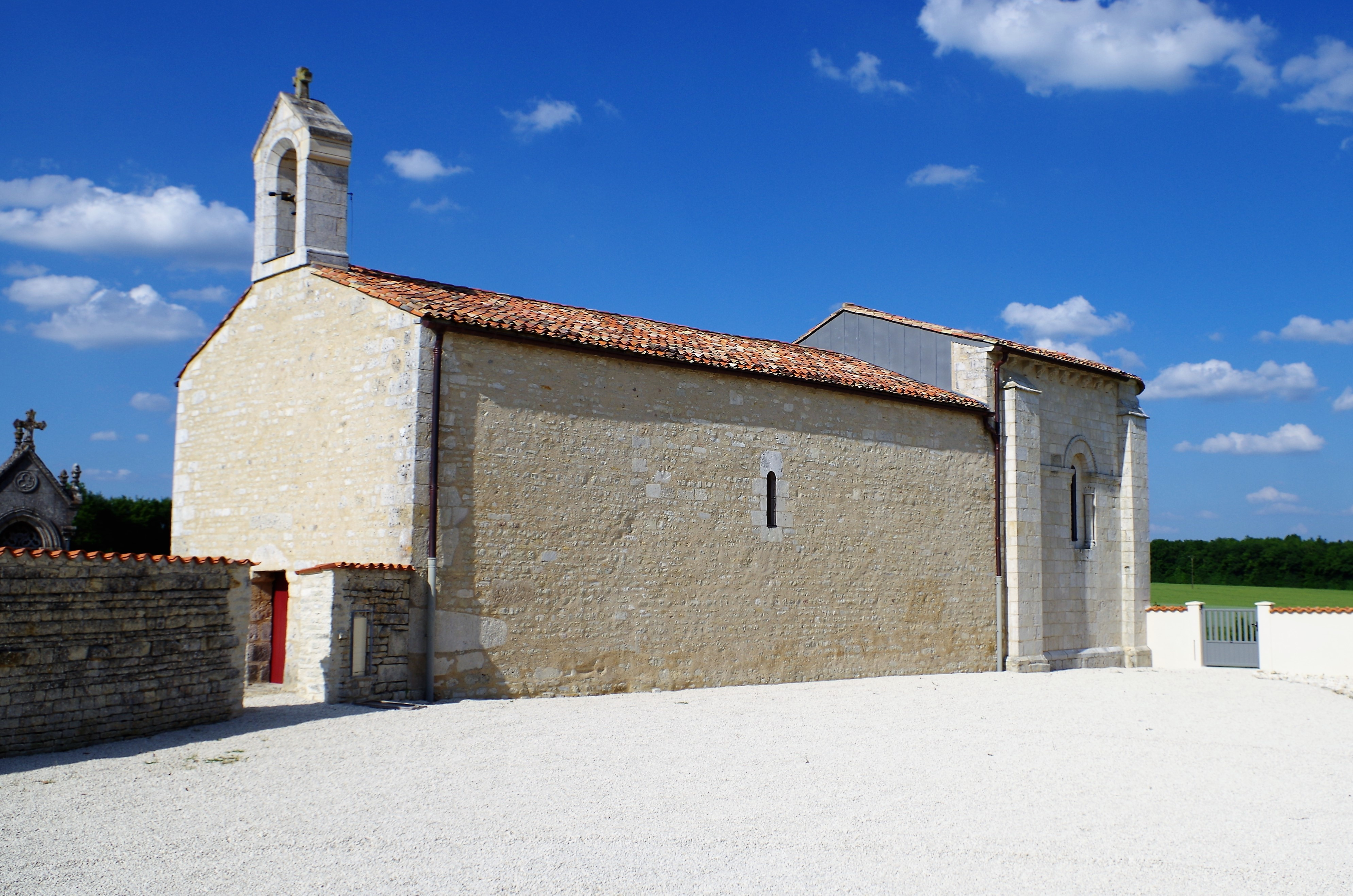
Kirche La Nativité de la Sainte-Vierge